# Orthetrum balteatum
Orthetrum balteatum is een libellensoort uit de familie van de korenbouten (Libellulidae), onderorde echte libellen (Anisoptera).
De soort staat op de Rode Lijst van de IUCN als niet bedreigd, beoordelingsjaar 2007, de trend van de populatie is volgens de IUCN stabiel.
De wetenschappelijke naam Orthetrum balteatum is voor het eerst geldig gepubliceerd in 1933 door Lieftinck.